# بيتار بيتروفيتش (لاعب كرة قدم)
بيتار بيتروفيتش (بالسويدية: Petar Petrović)‏ (15 سبتمبر 1995 بالسويد - ) هو لاعب كرة قدم سويدي في مركز الوسط. شارك مع منتخب صربيا تحت 17 سنة لكرة القدم ومنتخب السويد تحت 17 سنة لكرة القدم ومنتخب السويد تحت 19 سنة لكرة القدم. أما مع النوادي، فقد لعب مع رادنيتشكي نيش ونادي مالمو ونادي فارنامو.

## وصلات خارجية
- بيتار بيتروفيتش على موقع اتحاد السويد (السويدية)
- بيتار بيتروفيتش على موقع قاعدة بيانات كرة القدم.إي يو (الإنجليزية)
- بيتار بيتروفيتش على موقع Soccerway.com (الإنجليزية)
- بيتار بيتروفيتش على موقع عالم كرة القدم.نت (الإنجليزية)
- بيتار بيتروفيتش على موقع AS.com (الإسبانية)